# الاتصالات في المملكة المتحدة
تطورت الاتصالات السلكية واللاسلكية في المملكة المتحدة من الأيام الأولى للتلغراف إلى شبكات النطاق العريض وشبكات الهاتف المحمول الحديثة مع خدمات الإنترنت.

## نظرة تاريخية
كانت شركة الهاتف الوطنية (إن تي سي) شركة هاتف بريطانية بين عامي 1881 و1911 جمعت بين الشركات المحلية الأصغر في السنوات الأولى للهاتف. بموجب قانون تحويل الهاتف لعام 1911 أصبحت إن تي سي تابعةً لمكتب البريد العام (جي بّي أوه) في عام 1912.
حتى عام 1982، كان نظام الاتصالات المدنية الرئيسي في المملكة المتحدة تحت احتكار مكتب البريد للاتصالات (منذ إعادة التنظيم في عام 1969). كان البث الإذاعي والتلفزيوني تحت احتكار ثنائي من قِبل هيئة الإذاعة البريطانية (بي بي سي) وهيئة البث المستقلة (آي بي إيه): سيطرت هاتان المنظمتان على جميع خدمات البث، وامتلكت وأدارت مواقع البث المباشر. لم تكن خدمات الهاتف المحمول والإنترنت موجودة بعد. انتهى احتكار الاتصالات المدنية عندما تأسست شركة ميركوري للاتصالات في عام 1983. تطور نظام مكتب البريد ليصبح شركة بريتيش تيليكوم قبل خصخصتها في عام 1984. تمت خصخصة أجهزة إرسال البث، التي كانت تابعة لبي بي سي وآي بي إيه خلال تسعينات القرن العشرين وهي تنتمي الآن لشركة بابكوك إنترناشيونال واركيفا.
تأسست شركة اتصالات السكك الحديدية البريطانية في عام 1992 من قِبل شركة السكك الحديدية البريطانية (بي آر). كانت أكبر شبكة اتصالات خاصة في بريطانيا، وشملت أكثر من 17000 كيلومتر من الألياف البصرية والكابلات النحاسية التي تربط كل مدينة وبلدة رئيسية في البلاد وتوفر اتصالًا بأوروبا من خلال نفق المانش. كما قامت بي آر أيضًا بتشغيل شبكتها الراديوية الوطنية الخاصة، وفي أوائل ثمانينات القرن العشرين، ساعدت شركة بي آر في إنشاء البنية التحتية لشركة اتصالات ميركوري، C&WC الآن، من خلال تأسيس شبكة ألياف ضوئية مرنة «على شكل رقم 8» إلى جانب خطوط السكك الحديدية البريطانية، التي تمتد عبر لندن وبريستول وبرمنغهام وليدز ومانشستر.
تغير تنظيم الاتصالات عدة مرات خلال نفس الفترة، وتم دمج معظم الهيئات في هيئة أوفكوم، التي هي الهيئة التنظيمية المستقلة وهيئة المنافسة لصناعات الاتصالات في المملكة المتحدة.

## البنية التحتية

### البنية التحتية المحلية الجذعية
جميع قنوات الاتصالات الجذعية هي رقمية الآن. تعتمد معظمها على شبكات الألياف الضوئية الوطنية. هناك العديد من الشركات التي تعتمد على شبكات ألياف وطنية، بما في ذلك مجموعة بي تي واتصالات المستوى 3 و فيرجن ميديا وكيبل ووايرليس وإيزي نيت وذاس. تُستخدم وصلات الموجات الصغرية حتى سرعة 155 ميجابت/ثانية، ولكنها نادرًا ما تكون فعالة من ناحية التكلفة على السرعات الأعلى.

### الجذوع الدولية
تُعد المملكة المتحدة نقطة مركزية للعديد من كابلات الاتصالات البحرية في العالم، التي أصبح أغلبها الآن كابلات ألياف بصرية رقمية. هناك العديد من روابط الأقمار الصناعية أيضًا، لكنها توفر جزءًا صغيرًا نسبيًا من عرض النطاق الدولي.

### البث
تستأجر معظم هيئات البث، على غرار بي بي سي والمؤسسات التجارية، مرافق الإرسال من واحدة أو أكثر من شركات البث. الاستثناء الرئيسي هو المحطات الإذاعية المحلية الأصغر، التي تستخدم محطاتها الخاصة لنظرًا لكفاءتها من ناحية التكلفة.

### خطوط الهاتف الثابت
لا تزال شركة بي تي المزود الرئيسي لخطوط الهواتف الثابتة، من خدمة الهاتف التقليدية الصرفة والشبكة الرقمية للخدمات المتكاملة، ولديها التزام بتوفير خدمة شاملة، على الرغم من أن الشركات تستطيع الآن التعاقد مع شركة أوبينريتش لتثبيت الخطوط الهاتفية بالنيابة عن شركة بي تي، بدلًا من إخبار العميل بالتواصل مع بي تي لتثبيت الخط الهاتفي أولًا.
تُعد فيرجن ميديا ثاني أكبر مزود في سوق خطوط الهاتف السكنية.
توفر شركات أخرى خطوط الهاتف الثابت أيضًا، ولكن لصالح الشركات الكبيرة بشكل أساسي في المدن الكبرى.
هناك أيضًا العديد من مقدمي الخدمات الهاتفية الذين يبيعون خدمات الهاتف الثابت المنقولة عبر خطوط بي تي. ليس لديهم بنية شبكة تحتية خاصة بهم.